# Drymonia teuscheri
Drymonia teuscheri là một loài thực vật có hoa trong họ Tai voi. Loài này được (Raymond) J.L.Clark mô tả khoa học đầu tiên năm 2005.